# 1944 à la télévision
| Années de la télévision : 1941 - 1942 - 1943 - 1944 - 1945 - 1946 - 1947    |
| Décennies de la télévision : 1910 - 1920 - 1930 - 1940 - 1950 - 1960 - 1970 |

Cet article présente les faits marquants de l'année 1944 à la télévision.

## Évènements
- 16 août 1944 : Fernsehsender Paris (Paris-Télévision) cesse d'émettre et le personnel quitte les studios de la rue Cognacq-Jay.
- 26 août 1944 : Raymond Marcillac suit l'arrivée du général de Gaulle à la mairie de Paris.
- Octobre : La Télévision française de la Radiodiffusion nationale reprend ses émissions en 441 lignes VHF depuis les studios télévisés de la rue Cognacq-Jay.

## Principales naissances
- 19 janvier : Shelley Fabares, actrice, chanteuse et productrice  américaine.
- 28 janvier : Susan Howard, actrice américaine.
- 15 février : René Morizur, saxophoniste et accordéoniste français, membre du groupe Les Musclés († 26 août 2009).
- 8 avril : Jean Benguigui, acteur français.
- 25 avril : Christine Ockrent, journaliste-chroniqueuse radio-télé belge.
- 10 mai : Marie-France Pisier, actrice, scénariste et réalisatrice française.
- Vin Di Bona, producteur
- 14 septembre : Jean Offredo, un journaliste et écrivain français d'origine polonaise († 27 mars 2012).
- 25 septembre : Michael Douglas, acteur américain.
- 5 octobre : Michael Ande, acteur allemand.
- 1er décembre : Pierre Arditi, acteur français[1].